# Running from Something, Searching for Anything
Running from Something, Searching for Anything je drugi studijski album mariborske pop punk skupine Trash Candy, izdan maja 2013 pri založbi Mascom Records.

O zvoku albuma in singlu »Rush Hour«, izdanem aprila 2013, je skupina povedala: 
»Trenutno smo Treši v zanimivem obdobju našega ustvarjanja in življenja na splošno. Dogaja se tisto, kar smo si od nekdaj želeli. Vse več imamo koncertov, vedno več časa posvečamo samo glasbi, vedno več imamo dela in novih težav, za katere iščemo rešitve – to je nekako naše Rush Hour obdobje in v njem neizmerno uživamo.«

## Seznam pesmi
Vse pesmi je napisala skupina Trash Candy.
| Št.             | Naslov                              | Dolžina |
| --------------- | ----------------------------------- | ------- |
| 1.              | „Under the Gun‟                     | 4:37    |
| 2.              | „Live It Up‟                        | 3:42    |
| 3.              | „Q & A‟                             | 3:23    |
| 4.              | „We're All in the Same Boat‟        | 3:01    |
| 5.              | „Remember!‟                         | 3:21    |
| 6.              | „Rush Hour‟                         | 3:33    |
| 7.              | „Reality Check‟                     | 4:23    |
| 8.              | „The Comfort Zone‟                  | 3:39    |
| 9.              | „Out with the Old, in with the New‟ | 3:18    |
| 10.             | „Time-Lapse‟                        | 3:43    |
| 11.             | „Break a Leg‟                       | 5:06    |
| Skupna dolžina: | Skupna dolžina:                     | 42:00   |

## Zasedba
Trash Candy
- Pija Tušek — vokal
- Jernej Metež — kitara
- Martin Potočnik — kitara
- Tine Matjašič — bas kitara
- Niko Rakušček — bobni